# 26075 Levitsvet
26075 Levitsvet este un asteroid din centura principală de asteroizi.

## Descriere
26075 Levitsvet este un asteroid din centura principală de asteroizi. A fost descoperit pe 8 august 1978 la Observatorul de Astrofizică din Crimeea de Nikolai Cernîh. Asteroidul prezintă o orbită caracterizată de o semiaxă mare de 2,21 ua, o excentricitate de 0,20 și o înclinație de 2,2° în raport cu ecliptica.